# Harry Williams (football)
Pour les articles homonymes, voir Harry Williams et Williams.
Harry Williams, né le 7 mai 1951 à Sydney en Australie, est un footballeur australien. Il est le premier aborigène à jouer avec les Socceroos. Il évoluait au poste de défenseur.

## Biographie

### Carrière en équipe nationale
Harry Williams est international australien à 16 reprises (1974-1977) pour 0 but inscrit. Il participe à la Coupe du monde de football de 1974, où il joue un match. L'Australie est éliminée au premier tour.